# Halichoeres leptotaenia
Halichoeres leptotaenia är en fiskart som beskrevs av Randall och Earle, 1994. Halichoeres leptotaenia ingår i släktet Halichoeres och familjen läppfiskar. IUCN kategoriserar arten globalt som nära hotad. Inga underarter finns listade i Catalogue of Life.